# لایو آن لترمن
لایو آن لترمن (انگلیسی: Live on Letterman) یک کنسرت موسیقی آنلاین بود که توسط سی‌بی‌اس و ویوو پخش شد. این کنسرت‌ها به‌طور زنده در تئاتر تئاتر اد سالیوان با دیوید لترمن فیلمبرداری شد و در وب سایت سی‌بی‌اس پخش شد. علی‌رغم عنوان، این کنسرت‌ها معمولاً با برنامه آخر وقت با دیوید لترمن پخش نمی‌شدند.

## اجراکننده‌های گذشته
- ادل
- آلیشیا کیز
- Band of Horses
- بیدی آی
- بن هارپر
- بون جووی
- کیک (گروه موسیقی)
- کری آندروود - Record for most viewed live show
- کلدپلی
- دپش مد
- دیرکس بنتلی
- الویس کاستلو
- فلورنس اند د مشین
- فرانز فردیناند
- فاستر د پیپل
- فو فایترز
- اینکیوبوس
- کیتی پری
- کیس (گروه موسیقی)
- گلن هنسارد
- گوریلاز
- جی. کول
- جیسون الدین
- جنیفر هادسن
- جان لجند
- جان میر (twice)
- کینگز آو لئون
- لیدی آنتبلوم
- لرد (خواننده)
- مارون ۵
- ام‌جی‌ام‌تی
- مامفرد اند سانز
- مای مورنینگ جکت
- نورا جونز
- Passion Pit
- پرل جم - First official Live on Letterman
- پیتر گابریل
- فیش (گروه موسیقی)
- Phoenix
- پیت‌بول (خواننده)
- کوئینز آو د استون ایج
- ری لامانتین
- رایان آدامز
- شریل کرو
- Silversun Pickups
- اسنو پاترول
- سنت وینسنت (موسیقی‌دان)
- تیلور سوئیفت
- The Avett Brothers
- The Band Perry
- The Gaslight Anthem
- کیلرز
- د نیبرهود
- د شاینز
- The Temper Trap
- وانتد
- ترین (گروه موسیقی)
- تی‌وی آن د ریدیو
- Two Door Cinema Club
- Wilco